# Глдани (электродепо)
ТЧ-2 «Глда́ни» (груз. გლდანი) — второе электродепо Тбилисского метрополитена после ТЧ-1 «Надзаладеви». Расположено по адресу ул. Цкалсадени, Тбилиси, 0053, недалеко от станции «Сараджишвили».
Введено в эксплуатацию в октябре 1985 года почти одновременно с открытием участка «Дидубе» — «Гурамишвили».
Обслуживает Ахметели-Варкетилскую линию. Подвижной состав состоит из вагонов Еж3М и 81-717М/714М а также 4 поезда из модернизированных вагонов типа Ема-502 (Заводское обозначение Ема-502М) Нумерация путей от 1 до 19, от первого до 15 соответственно способны принять (каждый из них) два состава в 5 вагонов каждый.
В депо также находятся немодернизированные вагоны: три Ема-502 и один 81-717.5 от ЛВЗ, а также один вагон серии B-4 (номер 163) из Берлина, производство компании Orenstein & Koppel, построенный в 1927 г. Он используется как путеизмеритель.
За депо находится Тбилисский филиал завода по ремонту электроподвижного состава (ЗРЭПС), являющийся филиалом московского вагоноремонтного комплекса (ВРК) «Выхино» в одноименном депо.

## Галерея

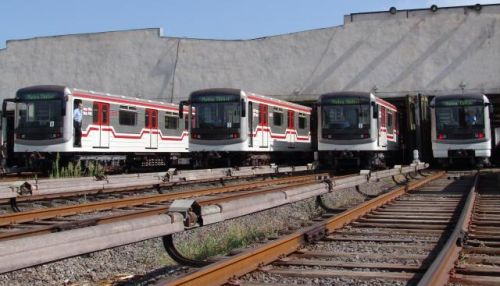
Поезда выезжают из депо
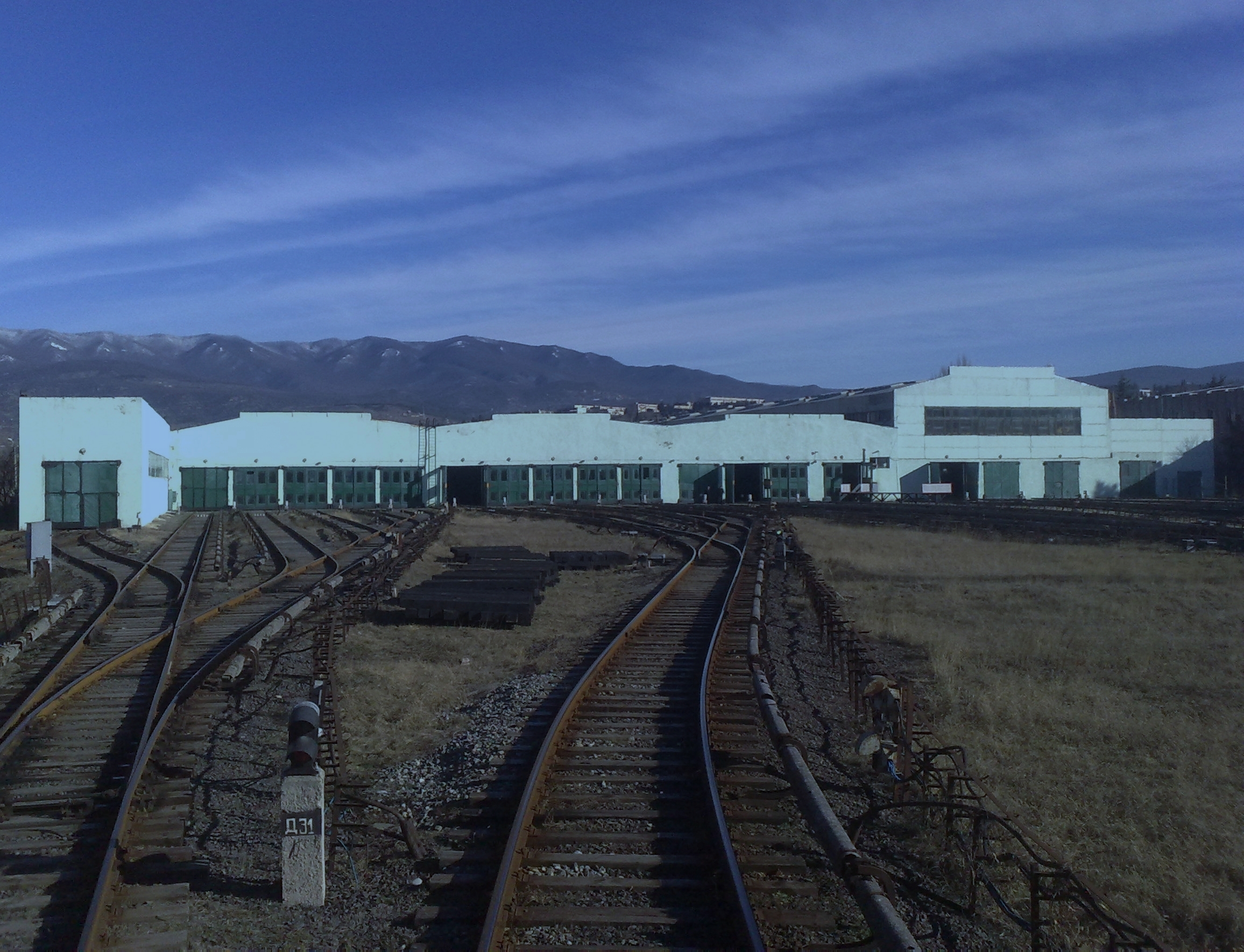
Депо ТЧ-2 «Глдани»